# پونکالایدون
پُونْکالایْدون (به فنلاندی: Punkalaidun) یک منطقهٔ مسکونی در فنلاند است که در پیرکانما واقع شده‌است.

## خواهرخوانده
شهر دهستان اوراوا خواهرخواندهٔ پونکالایدون هست.